# Robert Prentice
Robert Prentice (né en 1883 à Burntisland, en Écosse, mort en 1960 à Eastbourne) est un architecte britannique qui a réalisé de nombreux bâtiments de Rio de Janeiro, au Brésil, dont la gare Central do Brasil.

## Carrière
Il a notamment étudié à Highgate school puis à l'école des Beaux-Arts de Paris avant de rejoindre en 1907 l'agence cofondée par les architectes Charles Mewès et Arthur Joseph Davis.
Il émigre en 1910 à Buenos Aires en Argentine où il travaille avec l'architecte français Louis Faure-Dujarric. Après un retour au Royaume-Uni de 1916 à 1919 où il est officier pour les Royal Flying Corps et la Royal Air Force, Robert Prentice retourne en Amérique du Sud où il travaille notamment à la construction du Ministère des Affaires étrangères brésilien à Rio de Janeiro, mais aussi à Buenos Aires à celle de la gare de Córdoba Central Railway (en) et du bâtiment Editorial Haynes (es) (1923) aujourd'hui détruit.